# Michelle McIlveen

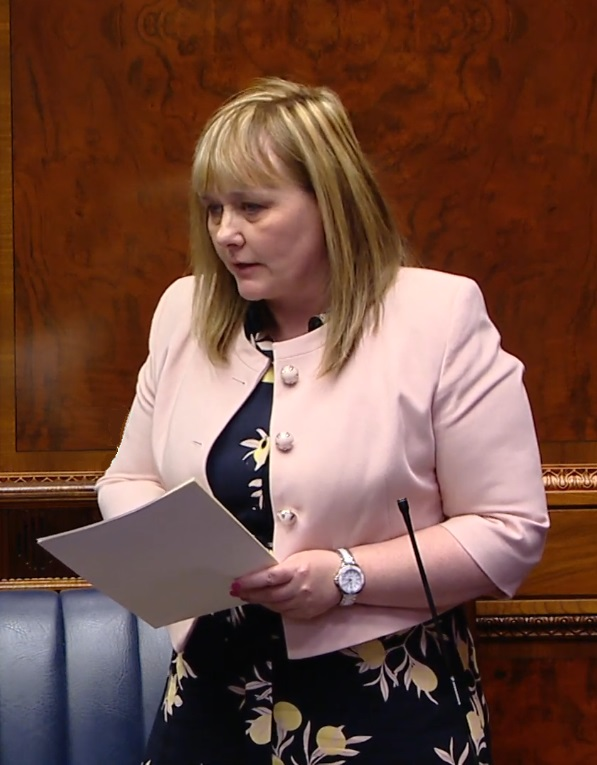
Michelle McIlveen (2021)

Michelle McIlveen  ist eine nordirische Politikerin der unionistischen DUP. Seit 2007 ist sie Mitglied der Nordirlandversammlung, nachfolgend wurde sie auf unterschiedliche Posten in der Regionalregierung berufen. Seit Juni 2021 steht sie als Bildungsministerin dem Department of Education vor.

## Werdegang
Michelle McIlveen ging im Methodist College in Belfast zur Schule und nahm  anschließend an der in der gleichen Stadt gelegenen Queen’s University ein Studium auf. Dies beendete sie mit einem Master in Irischer Politik sowie einer Zusatzqualifikation als Lehrerin. Anschließend gab McIlveen drei Jahre lang an einer Schule Unterricht in Politik und Geschichte, ehe sie in einem der Familie gehörenden Betrieb in Newtownards die Geschäftsführung übernahm.

## Politische Laufbahn

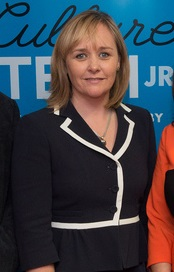
Michelle McIlveen (2007)

McIlveen begann ihre politische Laufbahn als Stadträtin im Ards Borough Council, wohin sie für den Wahlbezirk Newtownards 2005 erstmals gewählt wurde. Bei der Wahl zur Nordirland-Versammlung 2007 gelang ihr im Wahlbezirk Strangford der Sprung in das Regionalparlament, das Mandat konnte sie 2011, 2016, 2017 und 2022 verteidigen.
Im Mai 2015 berief der seinerzeitige Co-Regierungschef Peter Robinson McIlveen als Junior Minister in das einer Staatskanzlei vergleichbare Office of the First Minister and Deputy First Minister. Das Amt übte sie bis September 2015 aus, anschließend übernahm sie zunächst für rund einen Monat die Leitung des Ministeriums für Regionalentwicklung und später, von März 2016 bis Mai 2017, des Ministeriums für Landwirtschaft, Umwelt und den ländlichen Raum.
Im Zuge einer anstehenden Kabinettsumbildung wurde McIlveen vom neuen DUP-Vorsitzenden Edwin Poots als Nachfolgerin von Peter Weir als Bildungsministerin nominiert. Das Amt übernahm sie am 14. Juni 2021.